# WDC W65C816S
El W65C816S (también conocido como 65C816), es un microprocesador 16 bits desarrollado por The Western Design Center Inc. WDC. Fue un competidor y posible sucesor del MOS 6502. El 65816 tiene dos registros índice de 16 bits, un puntero de pila, un registro de página directa de 16 bits y un bus de direcciones de 24 bits.
El 65816 extiende los registros del 6502 a 16 bits, añadiéndoles una "parte alta". Además, para extender las direcciones a 24 bits, existen dos registros que proporcionan los 8 bits más significativos del bus de direcciones: Data Bank Register (DBR) y Program Bank Register (PBR), para acceder a datos y programa, respectivamente.
|                        | Bit | 23-16 | 15-8 | 7-0 |
| ---------------------- | --- | ----- | ---- | --- |
| Contador de programa   | PC  | PBR   | PCH  | PCL |
| Acumulador             | C   |       | B    | A   |
| Índice                 | X   | DBR   | XH   | XL  |
| Índice                 | Y   | DBR   | YH   | YL  |
| Puntero de la pila     | SP  | 00    | SH   | SL  |
| Base (Direct register) | D   | 00    | DH   | DL  |
| Registro de estado     | SR  |       |      | SR  |

El 65816 tiene dos modos de funcionamiento: Nativo y Emulación. En el modo emulación se comporta como un 6502, excepto en los códigos de operación que el 6502 no tiene definidos, y algunos cambios menores. Tras el reset se encuentra en modo emulación.
La versión 65C802 tiene limitado el bus de direcciones a 8 bits para lograr una compatibilidad patilla a patilla con el 6502.
Western Design Center licenció el 65C816 a varios fabricantes, destacando las versiones iso-cmos de CMD (California Micro Devices) 65SC802 y 65SC816.
El W65C265 es un microcontrolador basado en el 65C816. El CDC 1607F de Micronas ofrece 6 Kbytes de RAM, 256 KB de Flash y 2 KB para un cargador en ROM.

## Usos
El W65816 (o sus variantes) fue usado principalmente en:
- Apple IIgs, Apple II (2.8 MHz)

- Super Nintendo (Super Famicom en Japón) (3.58 MHz) (Ricoh 5A22)

- SuperCPU como acelerador para Commodore 64 y 128 (20 MHz)